# Pont Vieux (Albi)

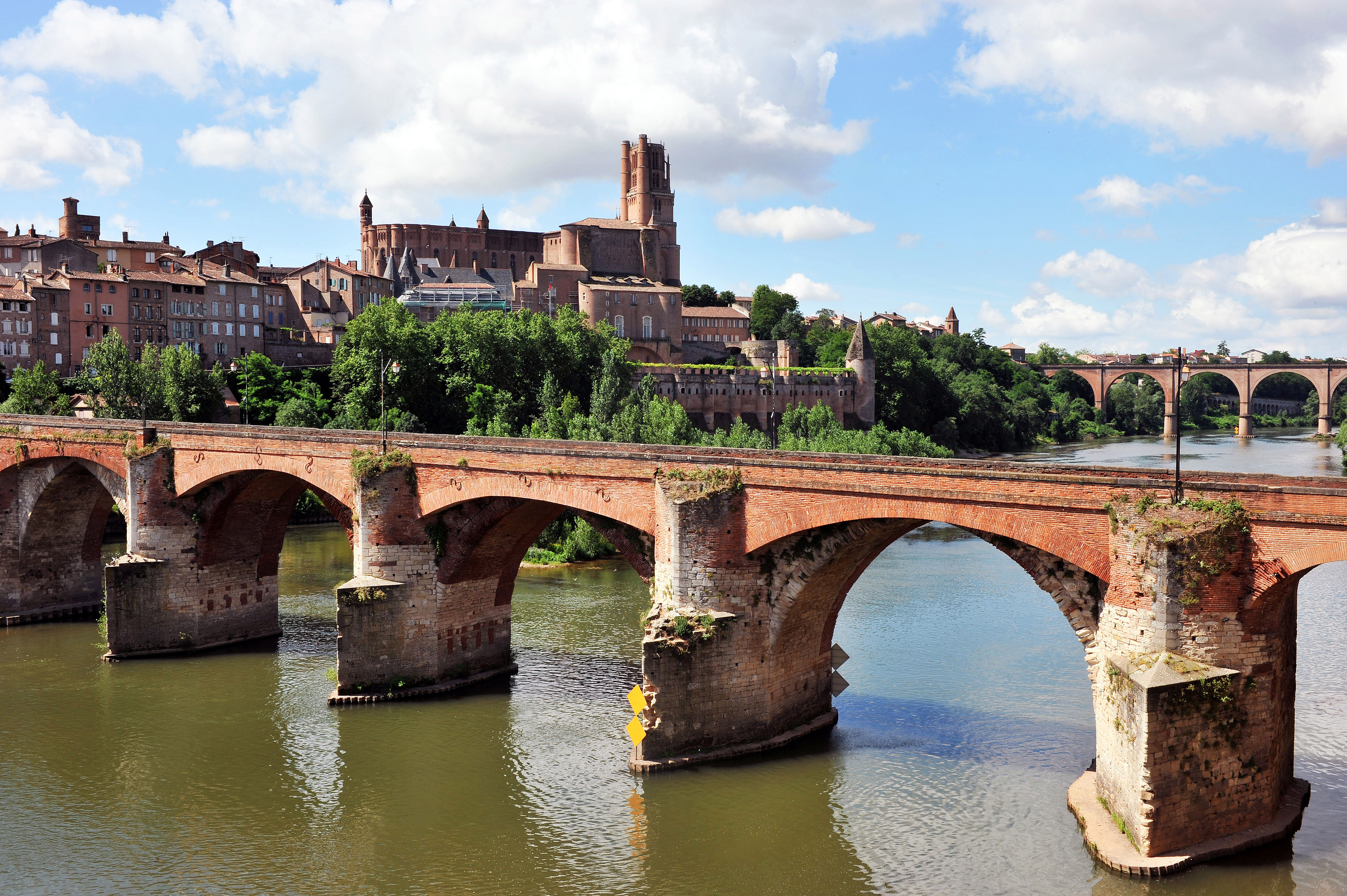
Pont Vieux

De Pont Vieux (Occitaans: Pont Vielh) is een middeleeuwse brug over de Tarn in de Franse stad Albi. De brug is beschermd als monument historique in 1961 en staat als deel van de bisschopsstad Albi op de werelderfgoedlijst van UNESCO.

## Beschrijving
De brug telt acht bogen en is 151 meter lang. Ze is opgetrokken uit natuursteen en baksteen. Het is een van de oudste bruggen in Frankrijk opengesteld voor het autoverkeer.

## Geschiedenis
In 1035 beslisten de burggraaf van Trencavel en de kerkelijke overheid van Albi om een stenen brug over de Tarn te bouwen. Albi lag op een belangrijke handelsweg en een brug over de rivier was economisch belangrijk. Tot dan werd er gebruik gemaakt van een veerpont. De brug werd omstreeks 1040 gebouwd en om de kosten voor de bouw en het onderhoud op te brengen, werd er tol geheven. De brug werd meermaals zwaar beschadigd door het water en telkens weer opgebouwd. De huidige brug dateert van omstreeks het jaar 1250. De brug, duur in onderhoud, was achtereenvolgens in het bezit van de burggraaf van Trencavel, de bisschop van Albi en het stadsbestuur.
De poort was versterkt met in het midden een hoge poort met een kapel (Tour Notre-Dame). Later kwam er aan beide uiteinden ook een valbrug en aan de buitenzijde een ravelijn. Door de oeververbinding kon zich aan de andere zijde van de Tarn de buitenwijk Faubourg de la Madeleine (of Faubourg du Bout du Pont) ontwikkelen. Tussen de 14e en de 18e eeuw stonden er huizen en winkels op de brug. Deze werden zwaar beschadigd bij de zware overstroming van de Tarn in 1766. Het stadsbestuur liet daarop de huizen afbreken. In 1820 werd het wegdek van de brug vernieuwd en verbreed om het wegverkeer te vergemakkelijken. Hierbij werd er gebruik gemaakt van baksteen. In 2023 werd de brug gerestaureerd.